# 1957 Ангара
1957 Ангара (1970 GF, 1962 WG1, 1969 AA, 1957 Angara) — астероїд головного поясу, відкритий 1 квітня 1970 року.
Тіссеранів параметр щодо Юпітера — 3,219.